# Fletcher (cantante)
Cari Elise Fletcher (nacida el 19 de marzo de 1994), estilizado como FLETCHER, es una cantante y compositora estadounidense. El exitoso sencillo de Fletcher, "Undrunk", se lanzó en enero de 2019 y se convirtió en su primer sencillo en figurar en el Billboard Hot 100, y alcanzó el número uno en la lista viral de Spotify en los Estados Unidos. "Undrunk" se lanzó en su segunda obra extendida, You Ruined New York City for Me, y según Mediabase, la canción fue la canción de más rápido crecimiento en la radio pop para un nuevo artista desde 2014. Spotify clasificó la canción como una de las "Mejores canciones pop de 2019".
Su sencillo debut como solista, " War Paint ", fue lanzado en junio de 2015. Su sencillo de 2016, "Wasted Youth", alcanzó el número 1 en la lista ' artistas emergentes de Billboard. En 2018, Fletcher firmó con Capitol Records. Ha realizado giras por todo el mundo, además de presentarse en Bonnaroo Music Festival, Life Is Beautiful Music & Art Festival, Lollapalooza, BottleRock y iHeartRadio Music Festival. Fletcher fue nombrado músico Forbes 30 menores de 30 años.

## Primeros años
Fletcher nació en Asbury Park, Jersey, de Bob y Noreen Fletcher; su padre era dueño de varios concesionarios de automóviles y su madre era azafata. Comenzó a tomar lecciones de canto a la edad de cinco años.
En 2012, Fletcher se graduó de Wall High School en las cercanías de Wall Township, Nueva Jersey, donde jugó voleibol femenino. Al graduarse de la escuela secundaria, asistió al Instituto Clive Davis de Música Grabada en la Universidad de Nueva York (NYU). Tomó una licencia de un año y se mudó a Nashville, Tennessee, para dedicarse a la música a tiempo completo, pero completó NYU en 2016.  Ella tiene su sede en Los Ángeles.

## Carrera

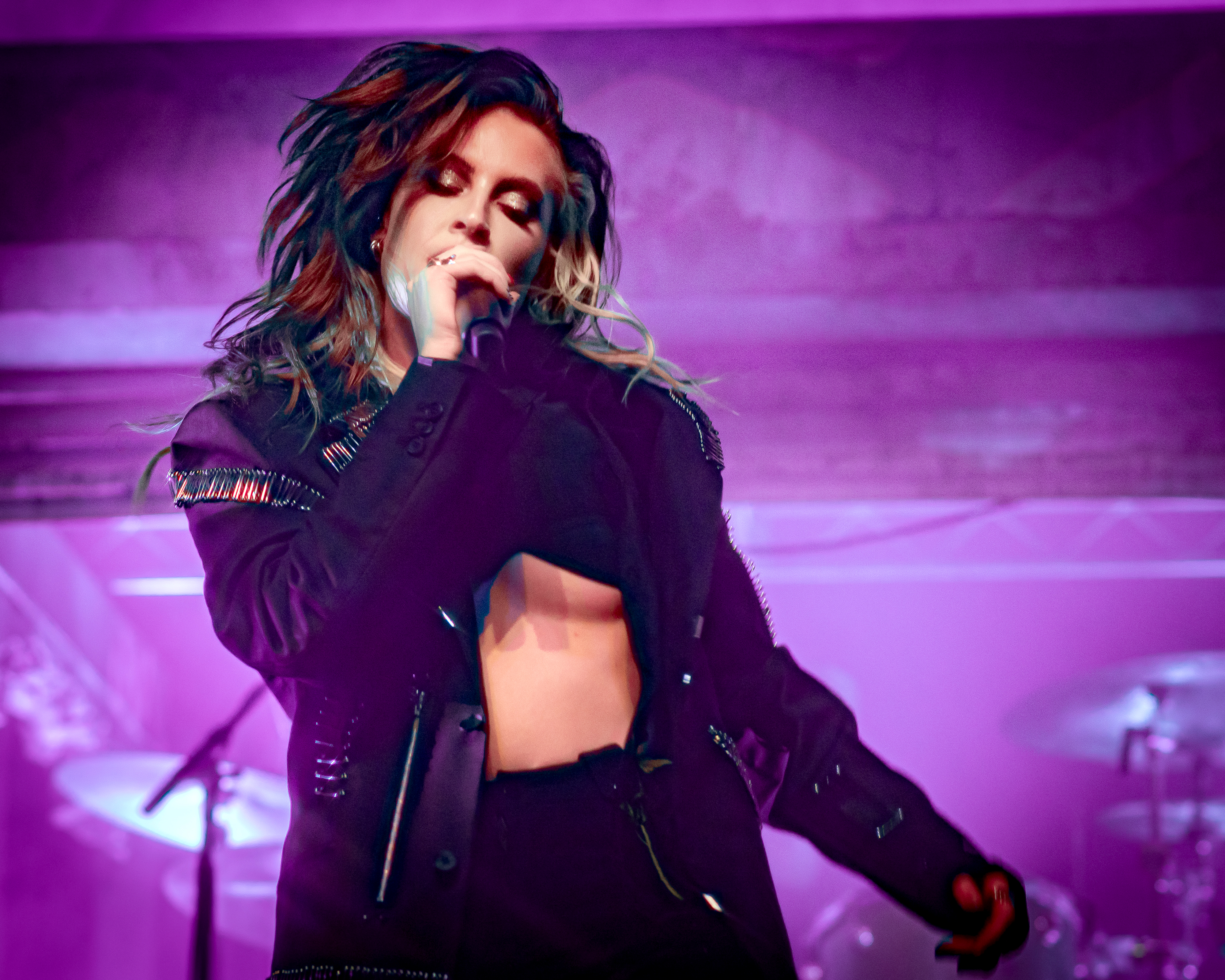
Fletcher en el Teatro Fonda (2022)

Fletcher compitió en la primera temporada de The X Factor. En la ronda del campo de entrenamiento, Simon Cowell emparejó a Fletcher con Hayley Orrantia, Paige Elizabeth Ogle y Dani Knights para formar el grupo Lakoda Rayne bajo la tutoría de Paula Abdul. Se disolvieron después de ser eliminados de la competencia. En 2015, se mudó a Nashville, Tennessee y comenzó a colaborar con el productor Jamie Kenney, durante el cual se lanzó el sencillo " War Paint ". La canción se convirtió en la canción más viral en Spotify y recibió elogios de los medios. En 2016, Spotify agregó a Fletcher a su lista Spotify Spotlight, lo que la ayudó a catapultarse como artista independiente. Fue invitada a hablar en nombre de la empresa en Fortune Tech Conference en 2019 como una historia de éxito. En septiembre de 2016, lanzó su EP debut Finding Fletcher de forma independiente.
En agosto de 2018, Fletcher anunció que había firmado con Capitol Records, con sede en Los Ángeles. Lanzó su sencillo " Undrunk " el 25 de enero de 2019 y posteriormente hizo su debut televisivo en The Tonight Show Starring Jimmy Fallon. El récord fue certificado oro en los Estados Unidos en diciembre de 2019.
Ella lanzó "If You're Gonna Lie" en abril de 2019, comercializado como una precuela de "Undrunk" y "About You", otro sencillo sobre la misma expareja. En agosto de 2019, Fletcher lanzó su segundo EP You Ruined New York City for Me, con todos los lanzamientos anteriores junto con dos nuevas canciones, "All Love" y "Strangers". El EP fue producido por Malay, quien previamente trabajó con Frank Ocean, Sam Smith, Lorde, John Mayer, James Morrison, Zayn y Alessia Cara. En octubre de 2019, Fletcher fue anunciado como acto de apertura de la gira Nice to Meet Ya Tour de Niall Horan, programada para comenzar en 2020 antes de que fuera cancelada debido a la pandemia de COVID-19.
La revista Paper dijo que Fletcher es "una de las artistas femeninas más interesantes que ha surgido en la [música] pop". En septiembre de 2020, Fletcher lanzó su EP, The S(ex) Tapes, que comparte las crudas consecuencias de una ruptura. Más tarde lanzó "Cherry" con Hayley Kiyoko, que Elle llamó "deliciosa, coqueta, pero divertida".
El 16 de septiembre de 2022, lanzó su álbum debut, Girl of My Dreams, que debutó en el número quince en el Billboard 200 de EE. UU.

## Vida personal
Fletcher lanzó "I Believe You" en apoyo de los sobrevivientes de agresiones sexuales en marzo de 2018, escribiendo una carta inspirada en #MeToo para Billboard. Apoyó el movimiento con apariciones en It's On Us y United State of Women Summit. También participó en Girl Up y Teen Vogue Summit en apoyo de los esfuerzos de empoderamiento de las mujeres.
Fletcher es miembro de la comunidad LGBTQ+ y apoya activamente a organizaciones como GLAAD, The Trevor Project y It Gets Better. En marzo de 2017, le dijo a Billboard : "Definitivamente me identifico dentro de la comunidad LGBTQ, pero en cuanto a poner una etiqueta como gay, heterosexual, bisexual, lesbiana, queer... todo está en la familia y el espectro, y la sexualidad y el género son no en blanco y negro. Es un espectro en el que todos caemos en alguna parte del mundo. Así es como me siento cómodo expresándome, amando a quien tengo ganas de amar y a quien me atrae". En diciembre de 2021, Fletcher declaró que se identifica como queer y "atraída por la fuerte energía femenina que [ sic ] es más probable que sean mujeres".
De 2017 a 2020, Fletcher salió con la YouTuber Shannon Beveridge. En 2017, Beveridge protagonizó el video musical de su sencillo "Wasted Youth". El tercer EP de Fletcher, The S(ex) Tapes, lanzado en 2020, se inspiró en las secuelas de su ruptura. Beveridge filmó y dirigió todos los videos musicales del EP, incluido "Sex (With My Ex)". En julio de 2022, Fletcher lanzó el sencillo "Becky's So Hot" sobre la actual novia de Beveridge.

## Filmografía

### Televisión
| Año  | Título                        | notas                                | Ref.   |
| ---- | ----------------------------- | ------------------------------------ | ------ |
| 2011 | El factor X                   | Concursante                          | [ 34 ] |
| 2022 | Generation Q                  | Sí misma; Episodio: "Pequeñas cajas" | [ 35 ] |
| 2022 | Fiesta de Nochevieja de Miley | Sí misma                             | [ 36 ] |